# Gūsht Parān
Gūsht Parān (persiska: Gūsht Pazān, گوشت پران) är en ort i Iran.   Den ligger i provinsen Gilan, i den norra delen av landet, 180 km nordväst om huvudstaden Teheran. Gūsht Parān ligger 311 meter över havet och antalet invånare är 483.
Terrängen runt Gūsht Parān är varierad. Runt Gūsht Parān är det ganska tätbefolkat, med 134 invånare per kvadratkilometer. Närmaste större samhälle är Langarud, 19,9 km norr om Gūsht Parān. I omgivningarna runt Gūsht Parān växer i huvudsak blandskog.